# Епізодична пам'ять (роман)
«Епізоди́чна па́м'ять» — роман української письменниці Любові Голоти. Відзначений Національною премією України імені Тараса Шевченка за 2008 рік.
«Епізодична пам’ять» друкувалася спочатку в журналі «Київська Русь», а потім вийшла окремою книгою у видавництві «Факт».
На презентації книги, що відбулася 10 листопада 2007 року на Десятому Київському міжнародному книжковому ярмарку, Любов Голота зазначила: «Я писала про покоління 70-х років, вихідців із сіл, які з’явилися в містах, про епоху Брежнєва і тоталітаризм радянського суспільства. Героїня і я маємо професію журналістки. Це відбувалось колись на моїх очах, і тому я вирішила все передати, як було».
Роман був перекладений англійською мовою вихідцем з України – письменником та перекладачем Степаном Комарницьким і виданий у 2015 році.